# 산티아고 베르나베우 예스테
산티아고 베르나베우 데 예스테(스페인어: Santiago Bernabéu de Yeste, 1895년 6월 8일 ~ 1978년 6월 2일)는 스페인의 전 축구 선수이자 감독이다.
베르나베우는 평생을 레알 마드리드 CF와 함께한 것으로 유명하다. 그는 14살일 때부터 초창기 레알 마드리드의 스트라이커로 활약하면서 18년간 689경기를 출전하여 340골 이상의 득점을 기록하였다.
그리고 현역에서 은퇴 후엔 6년간 레알의 기술 이사로 재직하였고, 그 후 3년간을 수석 코치로 지내고 1936년부터 1941년까지는 감독으로 레알에 있었다.
그런 다음 1943년부터 35년간 레알 마드리드의 구단주로 있으면서 레알의 성공적인 시기를 이끌었다. 구단주 재임 시기인 1955년 구단에서는 베르나베우의 공로를 기리기 위해 홈 구장의 이름을 그의 이름을 딴 에스타디오 산티아고 베르나베우로 지었다. 거기에다가 베르나베우는 이후 알프레도 디 스테파뇨, 푸슈카시 페렌츠, 프란시스코 헨토, 호세 산타마리아, 레몽 코파 등을 영입하여 레알의 유러피언컵 5연패를 이끌어 내면서 레알 마드리드가 축구사의 한 획을 긋게 하였다. 또한 이 외에도 귄터 네처, 호세 안토니오 카마초, 비센테 델 보스케와 같은 뛰어난 선수를 영입하며 총합 16번의 프리메라리가 우승과 6번의 코파 델 레이 우승, 6번의 유러피언컵 우승을 이끌었다.